# Zagraj, Gorica
Zagraj (italijansko Sagrado, furlansko Segrât, bizjaško Sagrà) je naselje in občina z več kot 2.168 prebivalci v italijanski deželi Furlanija - Julijska krajina. Leži približno 35 kilometrov severozahodno od Trsta in okoli 13 kilometrov  jugozahodno od Gorice, na levem bregu reke Soče. 
Zagraj je v bližini hriba Debela griža (Monte San Michele), ki je bilo prizorišče hudih bojev med Italijo in Avstro-Ogrsko med prvo svetovno vojno. 
V občini Zagraj je uradno zaščitena slovenščina, kljub temu, da je bilo Slovencev v občini Zagraj le nekaj več kot 2 % leta 1910 in 1,2 % leta 1971.

## Naselja
- Petovlje  (italijansko Peteano)
- Zdravščine  (italijansko Poggio Terza Armata)
- Martinščina  (italijansko San Martino del Carso)
- Postaja Gradišče-Martinščina (italijansko Stazione Gradisca-San Martino)

## Znamenitosti in spomeniki
- Stari grad (Stolp) Zagraj (Torre di Castelvecchio (Sagrado)) v Zagraju
- Dvorec Castelnuovo Zagraj z vinogradniško posestjo - dvorec ali vila družine Della Torre in Valsassina-Hofer-Hohenlohe
- Ungarettijev park na posesti Castelvecchio
- Vojaški muzej, Debela griža
- Muzej Velike vojne, Martinščina (San Martino del Carso)

## Pobratena mesta
- Branik, Slovenija
- Győrság, Madžarska
- Pokrče, Avstrija